# Eilema ambrosiana
Eilema ambrosiana là một loài bướm đêm thuộc phân họ Arctiinae, họ Erebidae.